# Berlin Hauptbahnhof

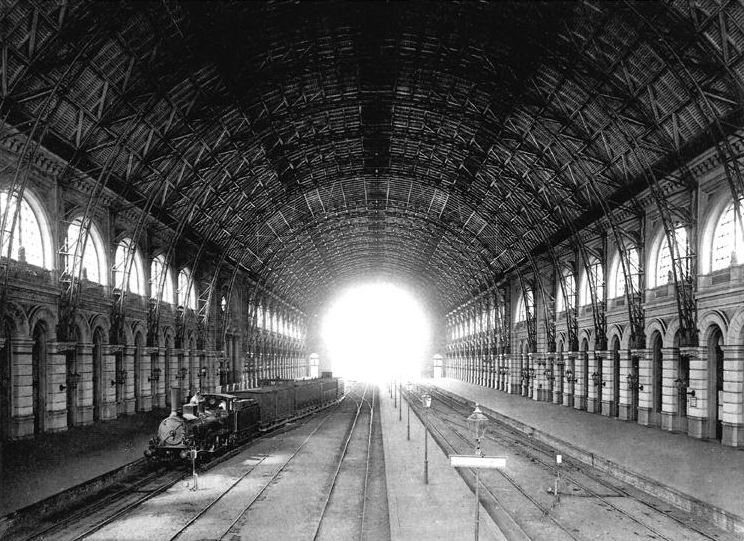
Lehrter Bahnhof 1879-ben

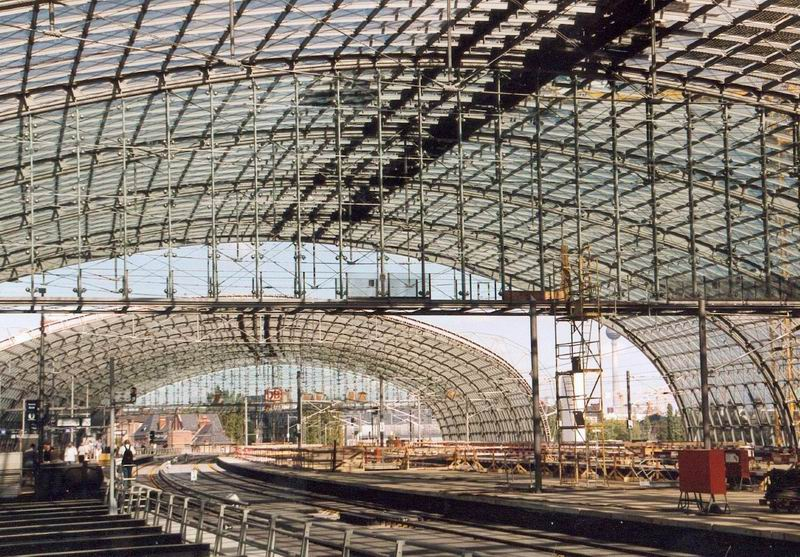
Berlin Hauptbahnhof építés közben

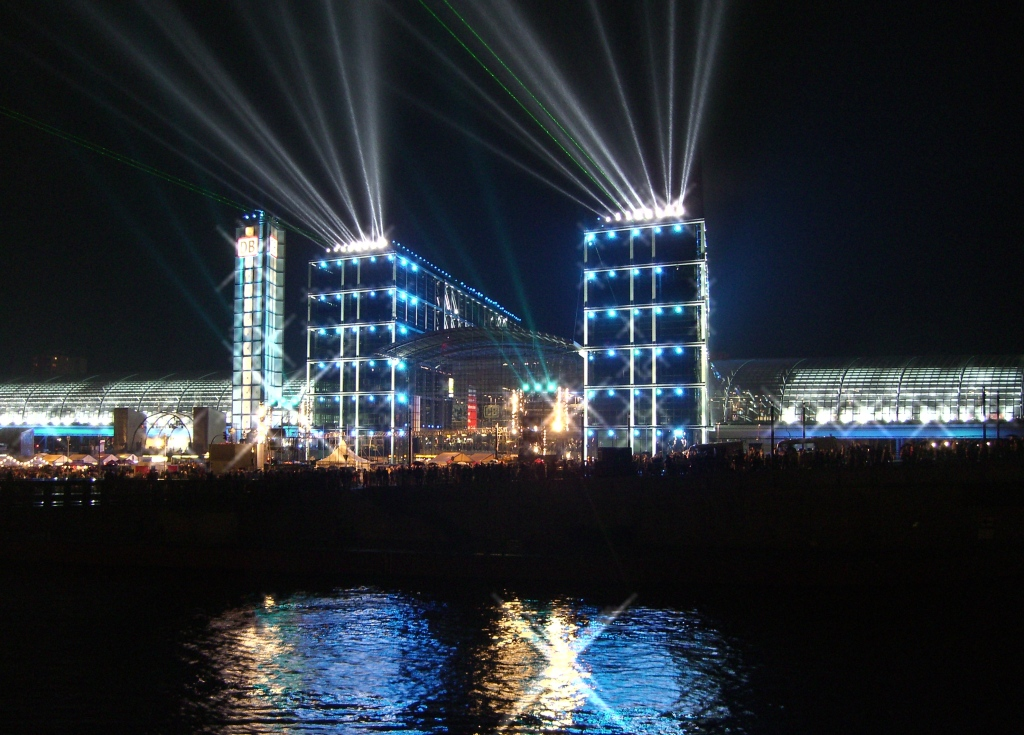
A pályaudvar megnyitása

Berlin Hauptbahnhof (magyarul: Berlini főpályaudvar) Berlin központi vasúti  pályaudvara. A 2006. május 26-án átadott pályaudvaron naponta mintegy 1100 szerelvény és 300 ezer utas fordul meg. Az építészeti terveket a hamburgi Gerkan, Marg & Partners iroda készítette.
321 m hosszú, kelet–nyugati irányú üvegcsarnok fedi le a Stadtbahn vonalát, amit keresztez egy másik, 160 méter hosszú, 40 méter széles észak–déli irányú üvegtető. A keresztezést négy, egyenként 46 méter magas toronyépület szegélyezi, melyek közül kettő-kettő hídszerűen összekapcsolódik a főcsarnok üvegteteje felett. A német vasútállomás-kategória első osztályába tartozik, ebben a kategóriában 20 német főpályaudvar található, jellemzően a legnagyobbak és legfontosabbak.
A BBC 2013-ban beválasztotta a világ tíz legszebb vasútállomása közé.

## Története
1871-ben épült fel itt az első állomás, mely a klasszicista és a reneszánsz építészeti stílusok jegyeit hordozta magán és egy fejpályaudvar volt. A helyszín kiválasztása tudatos volt. Már ekkor eldöntötték, hogy a Spree folyó mentén alakítanak ki egy közlekedési folyosót. Ennek első lépése volt egy vasútvonal kiépítése, mely Hamburgot és Brémát kötötte volna össze Berlinen keresztül. Az ide érkező utasok déli vagy keleti irányban szándékoztak továbbutazni. Azonban központi pályaudvar hiányában kénytelenek voltak lovaskocsikkal átmenni arra a vasútállomásra, ahonnét az úti céljuknak megfelelő irányba indultak a szerelvények.
A 20. század elejére egy városon belüli vasúti körgyűrű alakult ki. A város együtt élt a vasút által nyújtott előnyökkel. Az elővárosi vonatok és a távolsági szerelvények között több helyen biztosítva volt az átszállási lehetőség. Azonban a fejpályaudvarok egyre inkább problémát okoztak és mindinkább hiányzott egy elem ebből a rendszerből: egy észak–dél irányú kapcsolat. 1910-ben végül arra az elhatározásra jutottak, hogy ezt egy földalatti vasúti alagúttal lehetne a legjobban megoldani, ugyanis így nem okoznának hátrányt a város felszíni fejlesztésében. Két új központi pályaudvar felépítésével számoltak: egyet a város déli részén, egyet pedig a Stadtbahn-nal való keresztezésnél. Ezekkel helyettesítették volna a meglévő fejpályaudvarokat. Azonban az első világháború kitörése miatt az építkezés nem kezdődhetett el. 1934-ben kerültek elő ismét a tervek, amikor az S1 vonal kivitelezését végezték, de a központi pályaudvartól eltekintettek. Így a fejpályaudvarok és a Lehrter Bahnhof megmaradtak, azonban a Stadtbahn révén összeköttetés jött létre a vasúti gyűrűn keresztül.
A második világháború véget vetett ennek a fejlődésnek. A hadi célokat is kiszolgáló vasúti létesítmények a szövetséges csapatok első számú célpontjaivá váltak a bombázások során. Ahogyan Berlin, a Lehrter Bahnhof is súlyos károkat szenvedett. A romokon, amennyire lehetett, fenntartották a vasúti forgalmat, azonban a háború utáni kettéosztott Berlinben elvesztették jelentőségüket a pályaudvarok. Végül 1952-ben a Deutsche Reichsbahn megszüntette a vasúti szolgáltatást a Lehrter Bahnhofon és 1959-ben az egykori gyönyörű épület állva maradt falait is felrobbantották.
Az 1990-es évek elején Berlin egy egyedülálló közlekedési helyzettel szembesült és új kihívásokkal találta szembe magát. A fenntartható városi fejlődés csak akkor tartható, ha a közlekedés folyamatos, ehhez rendelkezésre áll a megfelelő infrastruktúra és ha a környezetvédelem kiemelt figyelmet kap. Berlin számára ez azt jelentette, hogy először a közlekedést kell fejleszteni. A tervezők, a kormány és Berlin városa meghozta a döntést a „Gomba projektről”, ami egy új észak–déli vasúti kapcsolatot és egy központi pályaudvart tartalmazott Humboldthafen és a Lehrter Bahnhof S-Bahn állomások között. Az új vonal és Európa legnagyobb átszálló pályaudvara hatalmas lehetőséget teremt Berlin számára ahhoz, hogy elfoglalhassa méltó helyét az európai nagyvárosok között.

## Az épület
A keresztezést négy, egyenként 46 méter magas toronyépület szegélyezi, melyek közül kettő-kettő hídszerűen összekapcsolódik a főcsarnok üvegteteje felett. Az építkezés során 1,5 millió köbméter talajt mozgattak meg, valamint fél millió köbméter betont és 85 ezer tonna acélt használtak fel.
Az ötszintes épület összesen 70 ezer négyzetméter területű, melyből 15 ezer négyzetméteren üzletek és vendéglátóipari egységek helyezkednek el. Itt is megtalálható a DB által nyújtott összes szolgáltatás, köztük a car sharing és a kerékpár kölcsönzés is. A kelet–nyugati vonal állomása (a felső pályán) 6 peronos vágánnyal épült ki, melyekből kettőt az S-Bahn, a többit az RE (RegionalExpress) szerelvények és néhány távolsági vonat használnak. Az észak–déli alagút 8 vonatfogadó vágánnyal épült ki, ezek közül öt az Intercity Express, RE és távolsági vonatoknak, három pedig az egyelőre még nem közlekedő S-Bahn-nak van fenntartva. A világos és tágas pályaudvar jól beleillik a modern kormányzati negyedbe is. A projekthez tartozott még egy állomás építése a belvárosban: a Potsdamer Platzon, Berlin új, modern városrészében épült egy földalatti, négyvágányos pályaudvar.
Az építkezés 1995. október 13-án kezdődött el. A terület megtisztításával és a korábbi pályaudvar még fennmaradt részeinek bontásával indult el a munka.

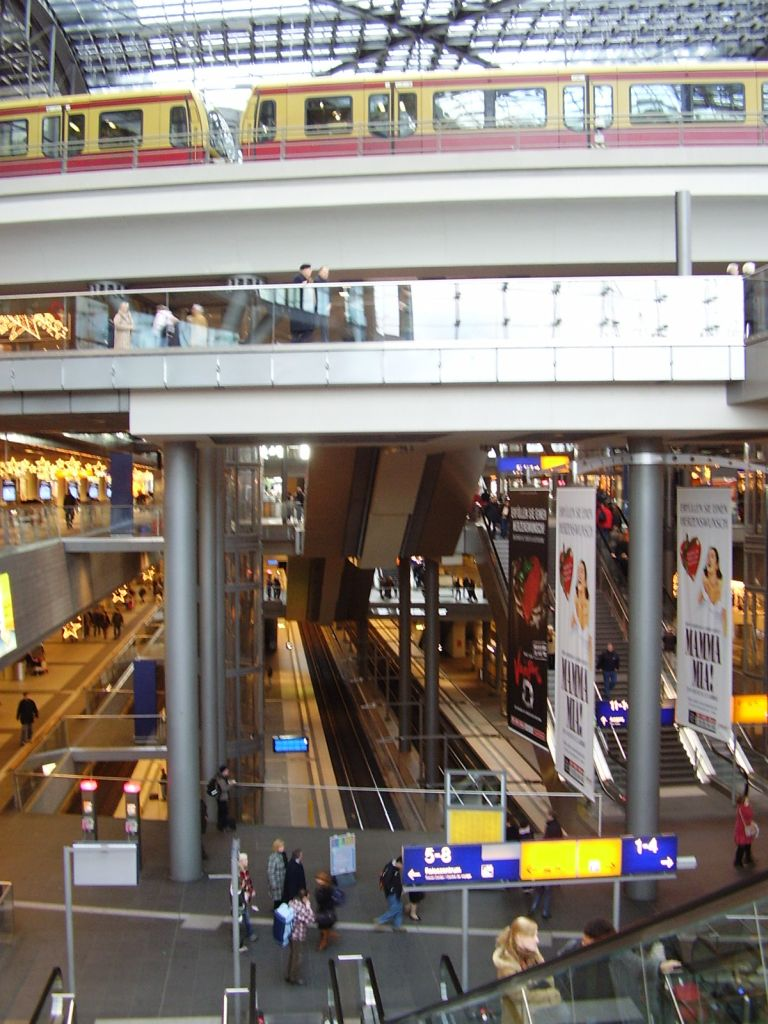
A pályaudvar belső tere

1996. április 1-jén láttak neki az alapozási munkálatoknak.
2001. május 7-én helyezték el a kelet–nyugati csarnok első elemét. Az üvegcsarnok 61 méter széles, 34 méter magas és 167 méter hosszú. Összesen 10 ezer darab üvegtáblát helyeztek el, melyek összsúlya 3600 tonna. Az üvegházhatás kivédése érdekében speciális, a káros UV sugarakat is kiszűrő réteggel látták el őket. Minden egyes tábla más-más alakú a speciális csarnoképület miatt.
2002. június 16-án átadták a kelet–nyugat irányú vonalat, így ettől a naptól kezdve a vonatok az új pályaudvaron keresztül haladtak. Július 4-én álltak meg itt először az S-Bahn szerelvények. A többi vonat csak áthaladt a pályaudvaron. A régi Stadtbahn megállót pedig elbontották. Év végén az utolsó ütem alapozási munkálatait is elkezdték és a régi vonal utolsó elemeit is elbontották. 2003-ban folytatták a B96 alagút építését és megkezdődött a peronok burkolása.
2004-ben az alagútban elhelyezték a vasúti pályát és a nyár végén áthaladt az első szerelvény. Szeptemberben kezdték el beszerelni a 43 felvonót és az 54 mozgólépcsőt.

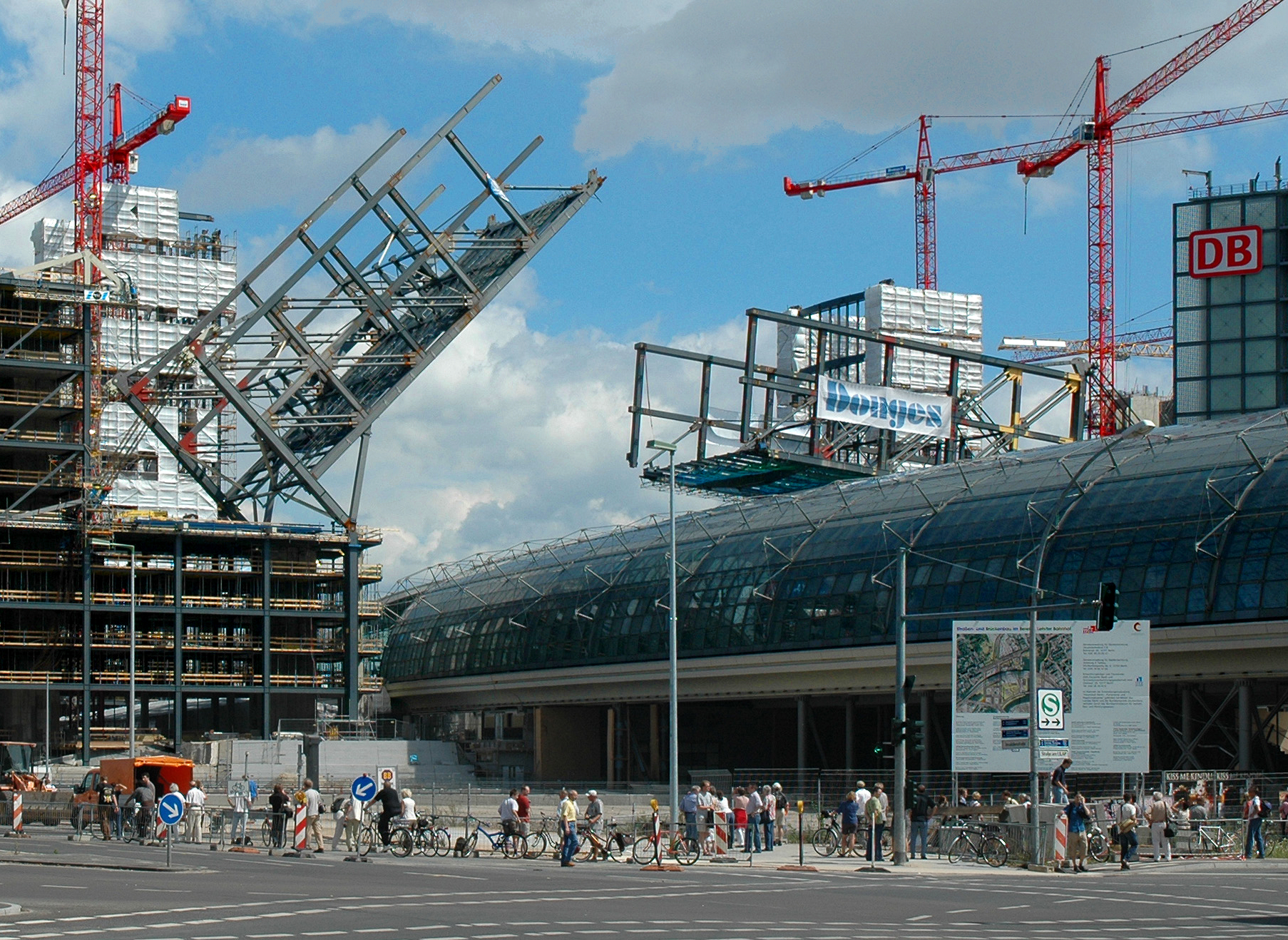

2005-ben készült el a főcsarnok feletti hídszerű épületrész, mely az irodatornyokat köti össze. Különleges technológiával építették meg: két-két darabban, függőleges helyzetben készült el az acélváz, majd ezt hidraulikus berendezésekkel egy-egy éjszaka alatt leengedték vízszintes helyzetbe, majd így rögzítették őket. Ebben az évben kezdődtek meg a belsőépítészeti munkák is.

## Az átadás
2006. május 26-án este több százezer érdeklődőt vártak a pályaudvarra és annak környékére. Angela Merkel, Németország kancellárasszonya jelenlétében nyílt meg Európa legmodernebb pályaudvara, mely mai áron számolva 700 millió euróba, azaz körülbelül 180 milliárd forintba került. Az első vonat egy ICE szerelvény volt, mely Lipcséből érkezett. A protokolláris események és a hivatalos átadási ceremónia után színpompás tűzijáték és lézershow szórakoztatta az egybegyűlteket. Ezzel egy korszak lezárult az ország és Berlin életében, ugyanakkor egy új, nagy lehetőségeket biztosító időszak vette kezdetét, mellyel tovább erősödhet a németek EU-ban meglévő vasúti szerepe.

## Adatok, számok
- Létrehozott új munkahelyek: 900
- ebből DB-alkalmazott: 300
- Bevásárló terület mérete: 15 000 m2
- Vonatok száma naponta: távolsági 164 db, regionális 314 db, S-Bahn 616 db
- Utasok és látogatók száma naponta: 300 000 fő
- Beépített beton mennyisége: 500 000 m3
- Beépített acélszerkezet: 85 000 tonna
- Mozgólépcső: 54 db
- Lift: 43 db
- Panoráma-lift: 6 db

## Forgalom

### Távolsági forgalom
| Vonalszám                  | Útvonal | Útvonal | Járatsűrűség                                                              | Emelet      |
| -------------------------- | --- | --- | ------------------------------------------------------------------------- | ----------- |
| ICE 8                      | München – Nürnberg – Erfurt – Halle (Saale) – Berlin Südkreuz – Berlin Hbf – Berlin Gesundbrunnen | München – Nürnberg – Erfurt – Halle (Saale) – Berlin Südkreuz – Berlin Hbf – Berlin Gesundbrunnen | kétóránként (Sprinter)                                                    | lent        |
| ICE 9                      | (Berlin Ostkreuz – Berlin Ostbahnhof) – Berlin Hbf – (Berlin Zoologischer Garten) – Köln – Bonn | (Berlin Ostkreuz – Berlin Ostbahnhof) – Berlin Hbf – (Berlin Zoologischer Garten) – Köln – Bonn | három vonatpár (Sprinter)                                                 | fent / lent |
| ICE 10                     | Berlin Ostbahnhof – Berlin Hbf – (Wolfsburg –) Hannover – (Minden –) Bielefeld – Hamm – | Dortmund – Duisburg – Düsseldorf (– Köln Messe/Deutz – Köln/Bonn Flughafen) | óránként, kétóránként csatolt vonatrész Hammba                            | fent        |
| ICE 10                     | Berlin Ostbahnhof – Berlin Hbf – (Wolfsburg –) Hannover – (Minden –) Bielefeld – Hamm – | Hagen – Wuppertal – Köln (– Bonn – Koblenz) | kétóránként, csatolt vonatrész Hammba                                     | fent        |
| ICE 11                     | Berlin Gesundbrunnen – Berlin Hbf – Lutherstadt Wittenberg – Leipzig – Erfurt – Fulda – Frankfurt am Main – Mannheim – Stuttgart – Augsburg – München                                                                                          | Berlin Gesundbrunnen – Berlin Hbf – Lutherstadt Wittenberg – Leipzig – Erfurt – Fulda – Frankfurt am Main – Mannheim – Stuttgart – Augsburg – München                                                                                          | kétóránként                                                               | lent        |
| ICE 12                     | Berlin Ostbahnhof – Berlin Hbf – Wolfsburg – Braunschweig – Hildesheim – Göttingen – Kassel-Wilhelmshöhe – Fulda – Frankfurt am Main – Mannheim – Freiburg – Basel (– Bern – Interlaken Ost)                                                   | Berlin Ostbahnhof – Berlin Hbf – Wolfsburg – Braunschweig – Hildesheim – Göttingen – Kassel-Wilhelmshöhe – Fulda – Frankfurt am Main – Mannheim – Freiburg – Basel (– Bern – Interlaken Ost)                                                   | kétóránként                                                               | fent        |
| ICE 13                     | Berlin Ostbahnhof – Berlin Hbf – Braunschweig – Hildesheim – Göttingen – Kassel-Wilhelmshöhe – Fulda – Frankfurt (Main) Süd – Frankfurt (Main) Flughafen                                                                                       | Berlin Ostbahnhof – Berlin Hbf – Braunschweig – Hildesheim – Göttingen – Kassel-Wilhelmshöhe – Fulda – Frankfurt (Main) Süd – Frankfurt (Main) Flughafen                                                                                       | kétóránként                                                               | fent        |
| ICE 15                     | Berlin Gesundbrunnen – Berlin Hbf – Halle (Saale) – Erfurt – Frankfurt am Main (– Darmstadt – Mannheim – Kaiserslautern – Saarbrücken) | Berlin Gesundbrunnen – Berlin Hbf – Halle (Saale) – Erfurt – Frankfurt am Main (– Darmstadt – Mannheim – Kaiserslautern – Saarbrücken) | kétóránként (Sprinter)                                                    | lent        |
| ICE 18                     | Hamburg – Berlin Hbf – Bitterfeld – Halle (Saale) – Erfurt – Bamberg – Nürnberg – Ingolstadt / Augsburg – München | Hamburg – Berlin Hbf – Bitterfeld – Halle (Saale) – Erfurt – Bamberg – Nürnberg – Ingolstadt / Augsburg – München | kétóránként                                                               | lent        |
| ICE 19                     | Berlin Ostbahnhof – Berlin Hbf – Berlin Spandau – Hannover – Bielefeld – Hagen – Wuppertal – Köln (– Bonn – Koblenz – Stuttgart) | Berlin Ostbahnhof – Berlin Hbf – Berlin Spandau – Hannover – Bielefeld – Hagen – Wuppertal – Köln (– Bonn – Koblenz – Stuttgart) | kétóránként                                                               | fent        |
| ICE 28                     | Hamburg – Berlin Hbf – Lutherstadt Wittenberg – Leipzig – Erfurt – Erlangen – Nürnberg – (Ingolstadt –) München | Hamburg – Berlin Hbf – Lutherstadt Wittenberg – Leipzig – Erfurt – Erlangen – Nürnberg – (Ingolstadt –) München | kétóránként                                                               | lent        |
| ICE 29                     | (Hamburg-Altona – Hamburg Hbf –) Berlin Hbf – Berlin Südkreuz – (Halle (Saale) – Erfurt) – Nürnberg – München | (Hamburg-Altona – Hamburg Hbf –) Berlin Hbf – Berlin Südkreuz – (Halle (Saale) – Erfurt) – Nürnberg – München | bizonyos vonatok (Sprinter)                                               | lent        |
| ICE 91                     | (Hamburg-Altona – Hamburg Hbf –) Berlin Hbf – Halle (Saale) – Erfurt – Coburg – Nürnberg – Passau – Linz – St. Pölten – Wien | (Hamburg-Altona – Hamburg Hbf –) Berlin Hbf – Halle (Saale) – Erfurt – Coburg – Nürnberg – Passau – Linz – St. Pölten – Wien | két vonatpár                                                              | lent        |
| IC 17                      | Rostock – Waren – Neustrelitz – Oranienburg – Berlin Gesundbrunnen – Berlin Hbf – Berlin Südkreuz – Flughafen BER – Elsterwerda – Dresden (– Chemnitz)                                                                                         | Rostock – Waren – Neustrelitz – Oranienburg – Berlin Gesundbrunnen – Berlin Hbf – Berlin Südkreuz – Flughafen BER – Elsterwerda – Dresden (– Chemnitz)                                                                                         | kétóránként                                                               | lent        |
| EC 27                      | Hamburg – Berlin Hbf – Dresden – Praha (– Brünn – Budapest) | Hamburg – Berlin Hbf – Dresden – Praha (– Brünn – Budapest) | kétóránként (egy vonatpár)                                                | lent        |
| IC 32                      | (Berlin Hbf – Hannover –) (Münster – Recklinghausen) oder (Dortmund –) Duisburg – Aachen – Köln – Koblenz – Mannheim – Stuttgart (– Lindau – Innsbruck / Tübingen)                                                                             | (Berlin Hbf – Hannover –) (Münster – Recklinghausen) oder (Dortmund –) Duisburg – Aachen – Köln – Koblenz – Mannheim – Stuttgart (– Lindau – Innsbruck / Tübingen)                                                                             | bizonyos vonatok                                                          | fent        |
| IC 56                      | Norddeich Mole / Emden Außenhafen – Oldenburg – Bremen – Magdeburg – Berlin Hbf – Cottbus | Norddeich Mole / Emden Außenhafen – Oldenburg – Bremen – Magdeburg – Berlin Hbf – Cottbus | egy vonatpár                                                              | fent        |
| IC 77                      | Berlin Ostbahnhof – Berlin Hbf – Wolfsburg – Hannover – Osnabrück (– Münster)/ – Rheine – Amersfoort – Amsterdam | Berlin Ostbahnhof – Berlin Hbf – Wolfsburg – Hannover – Osnabrück (– Münster)/ – Rheine – Amersfoort – Amsterdam | kétóránként                                                               | fent        |
| EC 95                      | Berlin Hbf – Berlin Ostbahnhof – Frankfurt (Oder) – Poznań – Warszawa Berlin Hbf – Berlin Ostbahnhof – Frankfurt (Oder) – Poznań – Bydgoszcz – Gdańsk – Gdynia Berlin Hbf – Berlin Ostbahnhof – Frankfurt (Oder) – Wroclaw – Katowice – Kraków | Berlin Hbf – Berlin Ostbahnhof – Frankfurt (Oder) – Poznań – Warszawa Berlin Hbf – Berlin Ostbahnhof – Frankfurt (Oder) – Poznań – Bydgoszcz – Gdańsk – Gdynia Berlin Hbf – Berlin Ostbahnhof – Frankfurt (Oder) – Wroclaw – Katowice – Kraków | négy vonatpár, egy vonatpár                                               | fent        |
| NJ                         | ÖBB Nightjet Berlin Hbf – Dresden – Ústí nad Labem – Praha – Brno – Wien – Graz | ÖBB Nightjet Berlin Hbf – Dresden – Ústí nad Labem – Praha – Brno – Wien – Graz | egy vonatpár                                                              | fent        |
| NJ                         | ÖBB Nightjet Berlin Ostbahnhof – Berlin Hbf – (Braunschweig – Göttingen –) Frankfurt (Main) – Mannheim – Freiburg – Basel – Zürich | ÖBB Nightjet Berlin Ostbahnhof – Berlin Hbf – (Braunschweig – Göttingen –) Frankfurt (Main) – Mannheim – Freiburg – Basel – Zürich | egy vonatpár                                                              | fent        |
| 91 N                       | ÖBB Nightjet Berlin Hbf – Berlin Südkreuz – Halle (Saale) – Erfurt – Frankfurt (Main) Süd – Mainz – Koblenz – Bonn – Köln-Ehrenfeld – Aachen – Bruxelles-Midi                                                                                  | ÖBB Nightjet Berlin Hbf – Berlin Südkreuz – Halle (Saale) – Erfurt – Frankfurt (Main) Süd – Mainz – Koblenz – Bonn – Köln-Ehrenfeld – Aachen – Bruxelles-Midi                                                                                  | hétfő, szerda, péntek (Vonat szétválás/egyesítés Mannheim főpályaudvarán) | lent        |
| 91 N                       | ÖBB Nightjet Berlin Hbf – Berlin Südkreuz – Halle (Saale) – Erfurt – Frankfurt (Main) Süd – Mannheim – Strasbourg – Paris-Est | | hétfő, szerda, péntek (Vonat szétválás/egyesítés Mannheim főpályaudvarán) | lent        |
| EN                         | Snälltåget Berlin Hbf – Hamburg – Høje Taastrup – Malmö (– Stockholm) | Snälltåget Berlin Hbf – Hamburg – Høje Taastrup – Malmö (– Stockholm) | bizonyos vonatok (szezonális)                                             | lent        |
| FLX 10                     | Berlin Hbf – Halle (Saale) – Erfurt – (Gotha – Eisenach) Fulda – Frankfurt (Main) Süd – Darmstadt – Heidelberg – Stuttgart | Berlin Hbf – Halle (Saale) – Erfurt – (Gotha – Eisenach) Fulda – Frankfurt (Main) Süd – Darmstadt – Heidelberg – Stuttgart | Legfeljebb két vonatpár naponta                                           | lent        |
| FLX 30                     | Berlin Hbf – Stendal – Hannover – Bielefeld – Hamm – Dortmund – Essen – Duisburg – Düsseldorf – Köln | Berlin Hbf – Stendal – Hannover – Bielefeld – Hamm – Dortmund – Essen – Duisburg – Düsseldorf – Köln | Legfeljebb két vonatpár naponta                                           | lent        |
| FLX 35                     | Hamburg – Berlin Hbf – Leipzig | Hamburg – Berlin Hbf – Leipzig | Legfeljebb három vonatpár naponta                                         | lent        |
| 2023. december 10. állapot | | |                                                                           |             |

### Regionális
| Járat                      | Útvonal | Útvonal | Útvonal | Emelet | Gyakoriság csúcsidőben |
| -------------------------- | --- | --- | --- | ------ | ---------------------- |
| HBX                        | Harz-Berlin-Express Berlin Ostbahnhof – Berlin Hbf – Potsdam – Magdeburg – Halberstadt (vonatrész) – Quedlinburg – Thale / Wernigerode – Goslar | Harz-Berlin-Express Berlin Ostbahnhof – Berlin Hbf – Potsdam – Magdeburg – Halberstadt (vonatrész) – Quedlinburg – Thale / Wernigerode – Goslar | Harz-Berlin-Express Berlin Ostbahnhof – Berlin Hbf – Potsdam – Magdeburg – Halberstadt (vonatrész) – Quedlinburg – Thale / Wernigerode – Goslar | fent   | két vonatpár           |
| FEX                        | Flughafen-Express Berlin Hbf – Berlin Gesundbrunnen – Berlin Ostkreuz – Flughafen BER                                                           | Flughafen-Express Berlin Hbf – Berlin Gesundbrunnen – Berlin Ostkreuz – Flughafen BER                                                           | Flughafen-Express Berlin Hbf – Berlin Gesundbrunnen – Berlin Ostkreuz – Flughafen BER                                                           | lent   | 030 percenként         |
| RE 1                       | Magdeburg – Brandenburg – Potsdam – Berlin Hbf – Erkner – Fürstenwalde (Spree) – Frankfurt (Oder) (– Cottbus)                                   | Magdeburg – Brandenburg – Potsdam – Berlin Hbf – Erkner – Fürstenwalde (Spree) – Frankfurt (Oder) (– Cottbus)                                   | Magdeburg – Brandenburg – Potsdam – Berlin Hbf – Erkner – Fürstenwalde (Spree) – Frankfurt (Oder) (– Cottbus)                                   | fent   | 020 percenként         |
| RE 2                       | Nauen – Berlin-Spandau – Berlin Hbf – Berlin Ostkreuz – Königs Wusterhausen – Lübbenau (Spreewald) – Vetschau – Cottbus                         | Nauen – Berlin-Spandau – Berlin Hbf – Berlin Ostkreuz – Königs Wusterhausen – Lübbenau (Spreewald) – Vetschau – Cottbus                         | Nauen – Berlin-Spandau – Berlin Hbf – Berlin Ostkreuz – Königs Wusterhausen – Lübbenau (Spreewald) – Vetschau – Cottbus                         | fent   | 060 percenként         |
| RE 3                       | Lutherstadt Wittenberg – Jüterbog – Ludwigsfelde – Berlin Hbf – Eberswalde – Angermünde –                                                       | Lutherstadt Wittenberg – Jüterbog – Ludwigsfelde – Berlin Hbf – Eberswalde – Angermünde –                                                       | Schwedt (Oder) | lent   | 060 percenként         |
| RE 3                       | Lutherstadt Wittenberg – Jüterbog – Ludwigsfelde – Berlin Hbf – Eberswalde – Angermünde –                                                       | Lutherstadt Wittenberg – Jüterbog – Ludwigsfelde – Berlin Hbf – Eberswalde – Angermünde –                                                       | Prenzlau – Greifswald – Stralsund | lent   | 060 percenként         |
| RE 4                       | Falkenberg (Elster) – Jüterbog – Ludwigsfelde – Berlin Hbf – Berlin-Spandau – Dallgow-Döberitz – Wustermark – Rathenow                          | Falkenberg (Elster) – Jüterbog – Ludwigsfelde – Berlin Hbf – Berlin-Spandau – Dallgow-Döberitz – Wustermark – Rathenow                          | Falkenberg (Elster) – Jüterbog – Ludwigsfelde – Berlin Hbf – Berlin-Spandau – Dallgow-Döberitz – Wustermark – Rathenow                          | lent   | 060 percenként         |
| RE 5                       | Berlin Südkreuz – Berlin Hbf – Berlin Gesundbrunnen – Oranienburg – Neustrelitz –                                                               | Berlin Südkreuz – Berlin Hbf – Berlin Gesundbrunnen – Oranienburg – Neustrelitz –                                                               | Güstrow – Rostock | lent   | 060 percenként         |
| RE 5                       | Berlin Südkreuz – Berlin Hbf – Berlin Gesundbrunnen – Oranienburg – Neustrelitz –                                                               | Berlin Südkreuz – Berlin Hbf – Berlin Gesundbrunnen – Oranienburg – Neustrelitz –                                                               | Neubrandenburg – Stralsund | lent   | 060 percenként         |
| RE 7                       | Dessau – Bad Belzig – Michendorf – Berlin-Wannsee – Berlin Hbf – Königs Wusterhausen – Lübben (Spreewald) – Senftenberg                         | Dessau – Bad Belzig – Michendorf – Berlin-Wannsee – Berlin Hbf – Königs Wusterhausen – Lübben (Spreewald) – Senftenberg                         | Dessau – Bad Belzig – Michendorf – Berlin-Wannsee – Berlin Hbf – Königs Wusterhausen – Lübben (Spreewald) – Senftenberg                         | fent   | 060 percenként         |
| RE 8                       | Wismar – Schwerin – Wittenberge – Nauen – Berlin-Spandau – Berlin Hbf – Berlin Ostkreuz – Flughafen BER                                         | Wismar – Schwerin – Wittenberge – Nauen – Berlin-Spandau – Berlin Hbf – Berlin Ostkreuz – Flughafen BER                                         | Wismar – Schwerin – Wittenberge – Nauen – Berlin-Spandau – Berlin Hbf – Berlin Ostkreuz – Flughafen BER                                         | fent   | 060 percenként         |
| RE 8                       | Berlin Hbf – Berlin Potsdamer Platz – Berlin Südkreuz – Wünsdorf-Waldstadt – Luckau-Uckro –                                                     | Berlin Hbf – Berlin Potsdamer Platz – Berlin Südkreuz – Wünsdorf-Waldstadt – Luckau-Uckro –                                                     | Doberlug-Kirchhain – Elsterwerda | lent   | 060 percenként         |
| RE 8                       | Berlin Hbf – Berlin Potsdamer Platz – Berlin Südkreuz – Wünsdorf-Waldstadt – Luckau-Uckro –                                                     | Berlin Hbf – Berlin Potsdamer Platz – Berlin Südkreuz – Wünsdorf-Waldstadt – Luckau-Uckro –                                                     | Finsterwalde (Niederlausitz) | lent   | 060 percenként         |
| RB 10                      | Berlin Südkreuz – Berlin Potsdamer Platz – Berlin Hbf – Berlin Jungfernheide – Berlin-Spandau – Falkensee – Nauen                               | Berlin Südkreuz – Berlin Potsdamer Platz – Berlin Hbf – Berlin Jungfernheide – Berlin-Spandau – Falkensee – Nauen                               | Berlin Südkreuz – Berlin Potsdamer Platz – Berlin Hbf – Berlin Jungfernheide – Berlin-Spandau – Falkensee – Nauen                               | lent   | 060 percenként         |
| RB 14                      | Berlin Südkreuz – Berlin Potsdamer Platz – Berlin Hbf – Berlin Jungfernheide – Berlin-Spandau – Falkensee – Nauen                               | Berlin Südkreuz – Berlin Potsdamer Platz – Berlin Hbf – Berlin Jungfernheide – Berlin-Spandau – Falkensee – Nauen                               | Berlin Südkreuz – Berlin Potsdamer Platz – Berlin Hbf – Berlin Jungfernheide – Berlin-Spandau – Falkensee – Nauen                               | lent   | 060 percenként         |
| RB 23                      | Golm – Potsdam – Potsdam Griebnitzsee – Berlin-Wannsee – Berlin Hbf – Berlin Ostkreuz – Flughafen BER                                           | Golm – Potsdam – Potsdam Griebnitzsee – Berlin-Wannsee – Berlin Hbf – Berlin Ostkreuz – Flughafen BER                                           | Golm – Potsdam – Potsdam Griebnitzsee – Berlin-Wannsee – Berlin Hbf – Berlin Ostkreuz – Flughafen BER                                           | fent   | 060 percenként         |
| 2022. december 11. állapot | | | |        |                        |

### S- és U-Bahn
| Járat | Útvonal | Emelet | Gyakoriság csúcsidőben |
| ----- | --- | ------ | ---------------------- |
|       | Spandau – Stresow – Pichelsberg – Olympiastadion – Heerstraße – Messe Süd – Westkreuz – Charlottenburg – Savignyplatz – Zoologischer Garten – Tiergarten – Bellevue – Hauptbahnhof – Friedrichstraße – Hackescher Markt – Alexanderplatz – Jannowitzbrücke – Ostbahnhof – Warschauer Straße – Ostkreuz – Rummelsburg – Betriebsbahnhof Rummelsburg – Karlshorst – Wuhlheide – Köpenick – Hirschgarten – Friedrichshagen – Rahnsdorf – Wilhelmshagen – Erkner          | fent   | 20 percenként          |
|       | Westkreuz – Charlottenburg – Savignyplatz – Zoologischer Garten – Tiergarten – Bellevue – Hauptbahnhof – Friedrichstraße – Hackescher Markt – Alexanderplatz – Jannowitzbrücke – Ostbahnhof – Warschauer Straße – Ostkreuz – Nöldnerplatz – Lichtenberg – Friedrichsfelde Ost – Biesdorf – Wuhletal – Kaulsdorf – Mahlsdorf – Birkenstein – Hoppegarten – Neuenhagen – Fredersdorf – Petershagen Nord – Strausberg – Hegermühle – Strausberg Stadt – Strausberg Nord  | fent   | 10 percenként          |
|       | Potsdam Hauptbahnhof – Babelsberg – Griebnitzsee – Wannsee – Nikolassee – Grunewald – Westkreuz – Charlottenburg – Savignyplatz – Zoologischer Garten – Tiergarten – Bellevue – Hauptbahnhof – Friedrichstraße – Hackescher Markt – Alexanderplatz – Jannowitzbrücke – Ostbahnhof – Warschauer Straße – Ostkreuz – Nöldnerplatz – Lichtenberg – Friedrichsfelde Ost – Springpfuhl – Poelchaustraße – Marzahn – Raoul-Wallenberg-Straße – Mehrower Allee – Ahrensfelde | fent   | 10 percenként          |
|       | Spandau – Stresow – Pichelsberg – Olympiastadion – Heerstraße – Messe Süd – Westkreuz – Charlottenburg – Savignyplatz – Zoologischer Garten – Tiergarten – Bellevue – Hauptbahnhof – Friedrichstraße – Hackescher Markt – Alexanderplatz – Jannowitzbrücke – Ostbahnhof – Warschauer Straße – Treptower Park – Plänterwald – Baumschulenweg – Schöneweide – Betriebsbahnhof Schöneweide – Adlershof – Altglienicke – Grünbergallee – Flughafen Berlin-Schönefeld      | fent   | 20 min                 |
|       | Alexanderplatz – Schillingstraße – Strausberger Platz – Weberwiese – Frankfurter Tor – Samariterstraße – Frankfurter Allee – Magdalenenstraße – Lichtenberg – Friedrichsfelde – Tierpark – Biesdorf-Süd – Elsterwerdaer Platz – Wuhletal – Kaulsdorf-Nord – Kienberg (Gärten der Welt) – Cottbusser Platz – Hellersdorf – Louis-Lewin-Straße – Hönow | lent   | 5 percenként           |